# Olympische Sommerspiele 2024/Rudern – Einer (Frauen)
Der Frauen-Einer im Rudern bei den Olympischen Spielen 2024 in Paris fand vom 27. Juli bis 3. August 2024 statt. Schauplatz der Wettkämpfe ist die Regattastrecke Stade nautique de Vaires-sur-Marne im Ort Vaires-sur-Marne, der sich östlich des Großraums Paris befindet. Titelverteidigerin war die Neuseeländerin Emma Twigg.

## Titelträgerinnen
| Olympische Spiele 2020       | Emma Twigg       | Tokio             |
| Weltmeisterschaften 2023     | Karolien Florijn | Belgrad           |
| Panamerikanische Spiele 2023 | Kenia Lechuga    | Santiago de Chile |
| Asienspiele 2022             | Anna Prakaten    | Hangzhou          |
| Europameisterschaften 2024   | Jovana Arsić     | Szeged            |

## Qualifikation
Die Qualifikation erfolgte über die Weltmeisterschaften 2023 sowie jeweils kontinentale Qualifikationsregatten. Neun der 32 Quotenplätze wurden dabei im Rahmen der Weltmeisterschaften vergeben. Jeweils fünf Plätze wurden an die besten Nationen bei den Regatten in Asien/Ozeanien, Afrika und Panamerika verteilt, drei waren es bei der europäischen Regatta. Zudem war eine finale Qualifikationsregatta im Mai 2024 geplant, bei der zwei Startplätze verteilt werden sollten. Die letzten Plätze wurden über zwei Wildcards und einen garantierten Startplatz für Gastgeber Frankreich vergeben.

## Vorläufe
Samstag, 27. Juli 2024

### Vorlauf 1
| Rang | Bahn | Athletin            | Nation     | Zeit (min) | Qualifikation  |
| ---- | ---- | ------------------- | ---------- | ---------- | -------------- |
| 1    | 5    | Tara Rigney         | Australien | 7:30,71    | Viertelfinale  |
| 2    | 3    | Virginia Díaz Rivas | Spanien    | 7:37,30    | Viertelfinale  |
| 3    | 2    | Paige Badenhorst    | Südafrika  | 7:39,19    | Viertelfinale  |
| 4    | 4    | Fatemeh Mojallal    | Iran       | 8:01,30    | Hoffnungsläufe |
| 5    | 1    | Kathleen Noble      | Uganda     | 8:08,90    | Hoffnungsläufe |
| 6    | 6    | Evidelia González   | Nicaragua  | 8:23,25    | Hoffnungsläufe |

### Vorlauf 2
| Rang | Bahn | Athletin              | Nation      | Zeit (min) | Qualifikation  |
| ---- | ---- | --------------------- | ----------- | ---------- | -------------- |
| 1    | 3    | Karolien Florijn      | Niederlande | 7:36,90    | Viertelfinale  |
| 2    | 4    | Aurelia-Maxima Janzen | Schweiz     | 7:41,15    | Viertelfinale  |
| 3    | 1    | Nina Kostanjšek       | Slowenien   | 7:46,30    | Viertelfinale  |
| 4    | 5    | Joanie Delgaco        | Philippinen | 7:56,26    | Hoffnungsläufe |
| 5    | 2    | Nihed Benchadli       | Algerien    | 8:06,62    | Hoffnungsläufe |
| 6    | 6    | Majdouline el-Allaoui | Marokko     | 8:30,47    | Hoffnungsläufe |

### Vorlauf 3
| Rang | Bahn | Athletin         | Nation     | Zeit (min) | Qualifikation  |
| ---- | ---- | ---------------- | ---------- | ---------- | -------------- |
| 1    | 3    | Emma Twigg       | Neuseeland | 7:34,97    | Viertelfinale  |
| 2    | 4    | Hanna Prakatsen  | Usbekistan | 7:37,80    | Viertelfinale  |
| 3    | 2    | Kenia Lechuga    | Mexiko     | 7:46,11    | Viertelfinale  |
| 4    | 1    | Alejandra Alonso | Paraguay   | 7:52,44    | Hoffnungsläufe |
| 5    | 5    | Yariulvis Cobas  | Kuba       | 8:11,13    | Hoffnungsläufe |

### Vorlauf 4
| Rang | Bahn | Athletin             | Nation                         | Zeit (min) | Qualifikation  |
| ---- | ---- | -------------------- | ------------------------------ | ---------- | -------------- |
| 1    | 2    | Viktorija Senkutė    | Litauen                        | 7:30,01    | Viertelfinale  |
| 2    | 5    | Tazzjana Klimowitsch | Individuelle Neutrale Athleten | 7:34,31    | Viertelfinale  |
| 3    | 3    | Beatriz Tavares      | Brasilien                      | 7:49,66    | Viertelfinale  |
| 4    | 4    | Elis Özbay           | Türkei                         | 7:57,06    | Hoffnungsläufe |
| 5    | 1    | Adriana Sanguineti   | Peru                           | 8:03,87    | Hoffnungsläufe |

### Vorlauf 5
| Rang | Bahn | Athletin            | Nation        | Zeit (min) | Qualifikation  |
| ---- | ---- | ------------------- | ------------- | ---------- | -------------- |
| 1    | 3    | Alexandra Föster    | Deutschland   | 7:36,35    | Viertelfinale  |
| 2    | 1    | Dessislawa Angelowa | Bulgarien     | 7:42,73    | Viertelfinale  |
| 3    | 5    | Diana Dymchenko     | Aserbaidschan | 7:52,53    | Viertelfinale  |
| 4    | 2    | Phạm Thị Huệ        | Vietnam       | 8:03,84    | Hoffnungsläufe |
| 5    | 4    | Saiyidah Aisyah     | Singapur      | 8:17,04    | Hoffnungsläufe |

### Vorlauf 6
| Rang | Bahn | Athletin         | Nation             | Zeit (min) | Qualifikation  |
| ---- | ---- | ---------------- | ------------------ | ---------- | -------------- |
| 1    | 2    | Kara Kohler      | Vereinigte Staaten | 7:32,46    | Viertelfinale  |
| 2    | 5    | Magdalena Lobnig | Österreich         | 7:39,39    | Viertelfinale  |
| 3    | 3    | Jovana Arsić     | Serbien            | 7:48,29    | Viertelfinale  |
| 4    | 1    | Soaad al-Faqaan  | Kuwait             | 8:16,32    | Hoffnungsläufe |
| 5    | 4    | Akoko Komlanvi   | Togo               | 8:44,88    | Hoffnungsläufe |

## Hoffnungsläufe
Sonntag, 28. Juli 2024

### Hoffnungslauf 1
| Rang | Bahn | Athletin          | Nation      | Zeit (min) | Qualifikation  |
| ---- | ---- | ----------------- | ----------- | ---------- | -------------- |
| 1    | 3    | Joanie Delgaco    | Philippinen | 7:55,00    | Viertelfinale  |
| 2    | 4    | Phạm Thị Huệ      | Vietnam     | 8:00,97    | Viertelfinale  |
| 3    | 2    | Yariulvis Cobas   | Kuba        | 8:10,64    | Halbfinale E/F |
| 4    | 1    | Evidelia González | Nicaragua   | 8:26,23    | Halbfinale E/F |
| 5    | 5    | Akoko Komlanvi    | Togo        | 8:43,11    | Halbfinale E/F |

### Hoffnungslauf 2
| Rang | Bahn | Athletin         | Nation   | Zeit (min)         | Qualifikation  |
| ---- | ---- | ---------------- | -------- | ------------------ | -------------- |
| 1    | 2    | Fatemeh Mojallal | Iran     | 7:56,48            | Viertelfinale  |
| 2    | 3    | Elis Özbay       | Türkei   | 8:00,00            | Viertelfinale  |
| 3    | 1    | Saiyidah Aisyah  | Singapur | 8:23,03            | Halbfinale E/F |
| 4    | 4    | Nihed Benchadli  | Algerien | Boot unter Gewicht | Halbfinale E/F |

### Hoffnungslauf 3
| Rang | Bahn | Athletin              | Nation   | Zeit (min) | Qualifikation  |
| ---- | ---- | --------------------- | -------- | ---------- | -------------- |
| 1    | 2    | Alejandra Alonso      | Paraguay | 7:57,14    | Viertelfinale  |
| 2    | 4    | Adriana Sanguineti    | Peru     | 8:07,05    | Viertelfinale  |
| 3    | 1    | Kathleen Noble        | Uganda   | 8:15,10    | Halbfinale E/F |
| 4    | 3    | Soaad al-Faqaan       | Kuwait   | 8:28,89    | Halbfinale E/F |
| 5    | 5    | Majdouline el-Allaoui | Marokko  | 8:42,07    | Halbfinale E/F |

## Viertelfinale
Dienstag, 30. Juli 2024

### Viertelfinale 1
| Platz | Bahn | Athletin            | Nation             | Zeit (min) | Qualifikation  |
| ----- | ---- | ------------------- | ------------------ | ---------- | -------------- |
| 1     | 4    | Tara Rigney         | Australien         | 7:30,57    | Halbfinale A/B |
| 2     | 3    | Kara Kohler         | Vereinigte Staaten | 7:34,96    | Halbfinale A/B |
| 3     | 5    | Dessislawa Angelowa | Bulgarien          | 7:41,25    | Halbfinale A/B |
| 4     | 2    | Beatriz Tavares     | Brasilien          | 7:47,29    | Halbfinale C/D |
| 5     | 1    | Adriana Sanguineti  | Peru               | 7:57,84    | Halbfinale C/D |
| 6     | 6    | Fatemeh Mojallal    | Iran               | 8:00,37    | Halbfinale C/D |

### Viertelfinale 2
| Platz | Bahn | Athletin             | Nation                         | Zeit (min) | Qualifikation  |
| ----- | ---- | -------------------- | ------------------------------ | ---------- | -------------- |
| 1     | 3    | Karolien Florijn     | Niederlande                    | 7:29,07    | Halbfinale A/B |
| 2     | 4    | Alexandra Föster     | Deutschland                    | 7:30,98    | Halbfinale A/B |
| 3     | 5    | Tazzjana Klimowitsch | Individuelle Neutrale Athleten | 7:34,30    | Halbfinale A/B |
| 4     | 6    | Alejandra Alonso     | Paraguay                       | 7:47,40    | Halbfinale C/D |
| 5     | 2    | Kenia Lechuga        | Mexiko                         | 7:50,35    | Halbfinale C/D |
| 6     | 1    | Phạm Thị Huệ         | Vietnam                        | 7:56,96    | Halbfinale C/D |

### Viertelfinale 3
| Platz | Bahn | Athletin              | Nation        | Zeit (min) | Qualifikation  |
| ----- | ---- | --------------------- | ------------- | ---------- | -------------- |
| 1     | 3    | Emma Twigg            | Neuseeland    | 7:26,89    | Halbfinale A/B |
| 2     | 2    | Aurelia-Maxima Janzen | Schweiz       | 7:31,12    | Halbfinale A/B |
| 3     | 4    | Virginia Díaz Rivas   | Spanien       | 7:34,01    | Halbfinale A/B |
| 4     | 1    | Diana Dymchenko       | Aserbaidschan | 7:53,76    | Halbfinale C/D |
| 5     | 5    | Jovana Arsić          | Serbien       | 7:56,18    | Halbfinale C/D |
| 6     | 6    | Joanie Delgaco        | Philippinen   | 7:58,30    | Halbfinale C/D |

### Viertelfinale 4
| Platz | Bahn | Athletin          | Nation     | Zeit (min) | Qualifikation  |
| ----- | ---- | ----------------- | ---------- | ---------- | -------------- |
| 1     | 3    | Viktorija Senkutė | Litauen    | 7:33,35    | Halbfinale A/B |
| 2     | 4    | Hanna Prakatsen   | Usbekistan | 7:35,91    | Halbfinale A/B |
| 3     | 2    | Magdalena Lobnig  | Österreich | 7:40,07    | Halbfinale A/B |
| 4     | 5    | Paige Badenhorst  | Südafrika  | 7:44,03    | Halbfinale C/D |
| 5     | 1    | Nina Kostanjšek   | Slowenien  | 7:56,31    | Halbfinale C/D |
| 6     | 6    | Elis Özbay        | Türkei     | 7:56,51    | Halbfinale C/D |

## Halbfinale

### Halbfinale A/B 1
Donnerstag, 1. August 2024
| Platz | Bahn | Athletin              | Nation      | Zeit (min) | Qualifikation |
| ----- | ---- | --------------------- | ----------- | ---------- | ------------- |
| 1     | 3    | Karolien Florijn      | Niederlande | 7:21,26    | A-Finale      |
| 2     | 4    | Tara Rigney           | Australien  | 7:23,58    | A-Finale      |
| 3     | 6    | Dessislawa Angelowa   | Bulgarien   | 7:27,16    | A-Finale      |
| 4     | 2    | Hanna Prakatsen       | Usbekistan  | 7:29,28    | B-Finale      |
| 5     | 5    | Aurelia-Maxima Janzen | Schweiz     | 7:31,65    | B-Finale      |
| 6     | 1    | Virginia Díaz Rivas   | Spanien     | 7:37,52    | B-Finale      |

### Halbfinale A/B 2
Donnerstag, 1. August 2024
| Platz | Bahn | Athletin             | Nation                         | Zeit (min) | Qualifikation |
| ----- | ---- | -------------------- | ------------------------------ | ---------- | ------------- |
| 1     | 3    | Emma Twigg           | Neuseeland                     | 7:17,19    | A-Finale      |
| 2     | 4    | Viktorija Senkutė    | Litauen                        | 7:19,15    | A-Finale      |
| 3     | 2    | Kara Kohler          | Vereinigte Staaten             | 7:22,33    | A-Finale      |
| 4     | 5    | Alexandra Föster     | Deutschland                    | 7:24,63    | B-Finale      |
| 5     | 1    | Tazzjana Klimowitsch | Individuelle Neutrale Athleten | 7:26,56    | B-Finale      |
| 6     | 6    | Magdalena Lobnig     | Österreich                     | 7:40,02    | B-Finale      |

### Halbfinale C/D 1
Mittwoch, 31. Juli 2024
| Platz | Bahn | Athletin         | Nation      | Zeit (min) | Qualifikation |
| ----- | ---- | ---------------- | ----------- | ---------- | ------------- |
| 1     | 2    | Jovana Arsić     | Serbien     | 7:44,60    | C-Finale      |
| 2     | 5    | Nina Kostanjšek  | Slowenien   | 7:48,86    | C-Finale      |
| 3     | 3    | Beatriz Tavares  | Brasilien   | 7:49,96    | C-Finale      |
| 4     | 4    | Alejandra Alonso | Paraguay    | 7:56,50    | D-Finale      |
| 5     | 1    | Joanie Delgaco   | Philippinen | 8:00,18    | D-Finale      |
| 6     | 6    | Fatemeh Mojallal | Iran        | 8:06,23    | D-Finale      |

### Halbfinale C/D 2
Mittwoch, 31. Juli 2024
| Platz | Bahn | Athletin           | Nation        | Zeit (min) | Qualifikation |
| ----- | ---- | ------------------ | ------------- | ---------- | ------------- |
| 1     | 3    | Paige Badenhorst   | Südafrika     | 7:55,91    | C-Finale      |
| 2     | 5    | Kenia Lechuga      | Mexiko        | 7:58,00    | C-Finale      |
| 3     | 4    | Diana Dymchenko    | Aserbaidschan | 7:59,23    | C-Finale      |
| 4     | 6    | Elis Özbay         | Türkei        | 8:02,47    | D-Finale      |
| 5     | 2    | Adriana Sanguineti | Peru          | 8:17,84    | D-Finale      |
| 6     | 1    | Phạm Thị Huệ       | Vietnam       | 8:22,85    | D-Finale      |

### Halbfinale E/F 1
Montag, 29. Juli 2024
| Platz | Bahn | Athletin        | Nation   | Zeit (min) | Qualifikation |
| ----- | ---- | --------------- | -------- | ---------- | ------------- |
| 1     | 2    | Yariulvis Cobas | Kuba     | 8:36,16    | E-Finale      |
| 2     | 3    | Saiyidah Aisyah | Singapur | 8:47,41    | E-Finale      |
| 3     | 1    | Soaad al-Faqaan | Kuwait   | 9:01,78    | E-Finale      |
| 4     | 4    | Akoko Komlanvi  | Togo     | 9:16,28    | F-Finale      |

### Halbfinale E/F 2
Montag, 29. Juli 2024
| Platz | Bahn | Athletin              | Nation    | Zeit (min) | Qualifikation |
| ----- | ---- | --------------------- | --------- | ---------- | ------------- |
| 1     | 1    | Nihed Benchadli       | Algerien  | 8:34,67    | E-Finale      |
| 2     | 2    | Kathleen Noble        | Uganda    | 8:38,70    | E-Finale      |
| 3     | 3    | Evidelia González     | Nicaragua | 8:43,78    | E-Finale      |
| 4     | 4    | Majdouline el-Allaoui | Marokko   | 8:49,70    | F-Finale      |

## Finale

### A-Finale
Samstag, 3. August 2024

Anmerkung: zur Ermittlung der Plätze 1 bis 6
| Platz | Bahn | Athletin            | Nation             | Zeit (min) |
| ----- | ---- | ------------------- | ------------------ | ---------- |
| 1     | 3    | Karolien Florijn    | Niederlande        | 7:17,28    |
| 2     | 4    | Emma Twigg          | Neuseeland         | 7:19,14    |
| 3     | 5    | Viktorija Senkutė   | Litauen            | 7:20,85    |
| 4     | 2    | Tara Rigney         | Australien         | 7:21,38    |
| 5     | 6    | Kara Kohler         | Vereinigte Staaten | 7:25,07    |
| 6     | 1    | Dessislawa Angelowa | Bulgarien          | 7:33,19    |

### B-Finale
Samstag, 3. August 2024

Anmerkung: zur Ermittlung der Plätze 7 bis 12
| Platz | Bahn | Athletin              | Nation                         | Zeit (min) |
| ----- | ---- | --------------------- | ------------------------------ | ---------- |
| 7     | 3    | Alexandra Föster      | Deutschland                    | 7:23,53    |
| 8     | 5    | Tazzjana Klimowitsch  | Individuelle Neutrale Athleten | 7:25,61    |
| 9     | 2    | Aurelia-Maxima Janzen | Schweiz                        | 7:27,01    |
| 10    | 1    | Magdalena Lobnig      | Österreich                     | 7:30,54    |
| 11    | 4    | Hanna Prakatsen       | Usbekistan                     | 7:33,57    |
| 12    | 6    | Virginia Díaz Rivas   | Spanien                        | 7:34,61    |

### C-Finale
Samstag, 3. August 2024

Anmerkung: zur Ermittlung der Plätze 13 bis 18
| Platz | Bahn | Athletin         | Nation        | Zeit (min) |
| ----- | ---- | ---------------- | ------------- | ---------- |
| 13    | 4    | Jovana Arsić     | Serbien       | 7:26,09    |
| 14    | 3    | Paige Badenhorst | Südafrika     | 7:27,76    |
| 15    | 6    | Beatriz Tavares  | Brasilien     | 7:31,31    |
| 16    | 2    | Kenia Lechuga    | Mexiko        | 7:31,99    |
| 17    | 1    | Diana Dymchenko  | Aserbaidschan | 7:35,19    |
| 18    | 5    | Nina Kostanjšek  | Slowenien     | 7:39,00    |

### D-Finale
Freitag, 2. August 2024

Anmerkung: zur Ermittlung der Plätze 19 bis 24
| Platz | Bahn | Athletin           | Nation      | Zeit (min) |
| ----- | ---- | ------------------ | ----------- | ---------- |
| 19    | 4    | Alejandra Alonso   | Paraguay    | 7:42,09    |
| 20    | 2    | Joanie Delgaco     | Philippinen | 7:43,83    |
| 21    | 1    | Fatemeh Mojallal   | Iran        | 7:46,08    |
| 22    | 3    | Elis Özbay         | Türkei      | 7:46,95    |
| 23    | 6    | Phạm Thị Huệ       | Vietnam     | 7:47,84    |
| 24    | 5    | Adriana Sanguineti | Peru        | 7:49,31    |

### E-Finale
Freitag, 2. August 2024

Anmerkung: zur Ermittlung der Plätze 25 bis 30
| Platz | Bahn | Athletin          | Nation    | Zeit (min) |
| ----- | ---- | ----------------- | --------- | ---------- |
| 25    | 4    | Nihed Benchadli   | Algerien  | 7:54,25    |
| 26    | 2    | Kathleen Noble    | Uganda    | 7:56,10    |
| 27    | 3    | Yariulvis Cobas   | Kuba      | 7:57,99    |
| 28    | 5    | Saiyidah Aisyah   | Singapur  | 8:03,29    |
| 29    | 6    | Soaad al-Faqaan   | Kuwait    | 8:05,18    |
| 30    | 1    | Evidelia González | Nicaragua | 8:08,61    |

### F-Finale
Freitag, 2. August 2024

Anmerkung: zur Ermittlung der Plätze 31 bis 32
| Platz | Bahn | Athletin              | Nation  | Zeit (min) |
| ----- | ---- | --------------------- | ------- | ---------- |
| 31    | 2    | Majdouline el-Allaoui | Marokko | 8:20,81    |
| 32    | 1    | Akoko Komlanvi        | Togo    | 8:46,73    |